# Man in the Dark (film 2016)
Man in the Dark (Don't Breathe) è un film del 2016 diretto da Fede Álvarez.

## Trama
Rocky vive in una situazione familiare insopportabile ed è pronta a tutto pur di abbandonare Detroit per il sole della California. Per amore, il fidanzato sbruffone Money, con il timido amico Alex, la aiutano a svaligiare appartamenti. Money crede di aver individuato il "colpo grosso" nel villino di Norman Nordstrom, un veterano della guerra del Golfo, rimasto cieco in seguito all'esplosione di una granata, e che ha incassato un risarcimento a molti zeri dopo un tragico incidente in cui ha perso l'unica figlia. I dubbi etici su un furto ai danni di una persona così vulnerabile svaniscono di fronte all'ingente bottino agognato. Ma i tre scopriranno, loro malgrado, che il solitario abitante della casa è tutt'altro che indifeso di fronte ad una possibile intrusione: questo, infatti, li scopre quasi subito. Money tenta di ingannare l'uomo dicendo di essersi ubriacato e di essere "accidentalmente" entrato a casa sua, ma l'ex marine calpesta un lucchetto capendo chi è veramente Money, il quale cerca di spaventarlo con una pistola. Il veterano riesce a disarmare Money e puntandogli la pistola alla bocca, gli chiede quanti sono entrati in casa sua. Money mente dicendo di essere da solo, finendo poi per venire ucciso.
Rocky e Alex riescono a rubare i soldi, usando il codice che Rocky ha precedentemente visto digitare al marine per aprire la cassaforte. Il padrone di casa, però si accorge di esser stato derubato e, mentre i ragazzi si intrufolano nella cantina per cercare di uscire dalla porta anti-tempesta, li raggiunge. Nella cantina i ragazzi fanno una terribile scoperta: Cindy, la ragazza che investì e uccise la figlia dell'ex marine, è imprigionata imbavagliata e incatenata in una stanza imbottita di cuscini. Alex e Rocky, sfruttando lo stesso codice della cassaforte utilizzato in precedenza, ne aprono un'altra contenente le chiavi di casa e quelle per liberare la ragazza. Alex riesce così ad aprire la porta per scappare, ma ad aspettarli c'è Norman che, per via della sua cecità, spara a caso, uccidendo proprio la giovane che teneva prigioniera. L'ex marine si dispera e dà la caccia ai due ragazzi in cantina; prima però disattiva il contatore della luce, lasciando così i due giovani nella sua stessa condizione, al buio completo.
Alex e Rocky riescono comunque a risalire, al che il rottweiler del vecchio li aspetta in casa e li insegue inferocito. I due si dividono: in un primo momento Alex, raggiunto da Norman, viene messo K.O. da alcuni pugni e poi l'uomo infilza con una cesoia il cadavere di Money, che si trova accanto al ragazzo, portando così fargli credere di aver ucciso anche Alex; poco dopo anche Rocky viene raggiunta, picchiata e incatenata in cantina. Lì l'uomo le spiega che la giovane che teneva prigioniera era in realtà incinta, giacché lui l'aveva inseminata artificialmente per poter avere un'altra figlia, come sorta di punizione per avergli portato via la sua. Ora che la ragazza è morta sostiene che Rocky è la responsabile e decide di farle prendere il posto di Cindy. A sorpresa arriva Alex che lo colpisce con un martello e i due riescono così a incatenare l'uomo. Rocky vorrebbe chiamare la polizia, ma l'ex marine offre i soldi ai due per comprare il loro silenzio. Tornati al piano superiore, dopo essersi liberati del cane rinchiudendolo in una stanza, pensano che finalmente sia tutto finito e cercano di uscire dalla porta principale, ma Norman, che è riuscito a liberarsi, spara al ragazzo uccidendolo. Rocky scappa e l'ex marine libera il proprio cane per scagliarlo al suo inseguimento. La ragazza si rifugia nella macchina che Money aveva parcheggiato poco distante, ma si accorge che non ci sono le chiavi. Elaborando un piano, Rocky riesce a chiudere il cane nel bagagliaio.
Nel frattempo Norman, probabilmente guidato dalle grida di lei e dell'abbaiare del suo cane, la raggiunge, la stordisce e la riporta in casa. Rocky riprende conoscenza e usa il telecomando dell'allarme per farlo scattare. Norman non riesce a orientarsi a causa del forte rumore e si mette a sparare a caso, dando la possibilità alla ragazza di colpirlo più volte con un piede di porco, per poi buttarlo giù nel seminterrato, apparentemente uccidendolo. Le sirene annunciano l'arrivo della polizia e Rocky scappa con il denaro.
Alla stazione ferroviaria, dove si trova insieme alla sorellina per partire verso la California, Rocky vede al telegiornale la notizia del cieco aggredito da due ladri, che ha ucciso per difendersi: avendo occultato il cadavere di Cindy, l'uomo, le cui condizioni di salute non risultano gravi, non è accusato di nulla e, al tempo stesso, non ha denunciato il furto di nessun bene. Ancor più desiderosa di allontanarsi al più presto possibile da Detroit, Rocky potrà quindi realizzare il suo sogno di ricominciare una nuova vita.

## Produzione
Álvarez ha dichiarato che l'idea del film è stata maturata a partire da alcune critiche ricevute per il suo precedente lavoro, il remake del classico del cinema horror La casa: poiché secondo alcuni critici tale film si focalizzava troppo sul sangue e su scene scioccanti per lo spettatore, Álvarez decise di girare un film che si incentrasse invece di più sulla suspense. Allo stesso modo, dopo aver girato un film horror completamente incentrato su fenomeni sovrannaturali il regista ha preferito dedicarsi a un'opera che escludesse del tutto questo filone. Per quanto riguarda la trama, il regista ha voluto sovvertire le logiche del sottogenere cinematografico dell'home invasion e giocare con il tema degli opposti, rendendo dunque pericoloso un padrone di casa cieco e trasformando gli invasori in sue vittime.
Le riprese si sono tenute nel 2015. La maggior parte delle scene sono state girate in Ungheria, tolti alcuni esterni girati effettivamente a Detroit, città in cui il film è ambientato. La cifra spesa per la produzione dell'opera è ammontata circa a 9,9 milioni di dollari: il regista si è definito contento di poter realizzare un film con un budget pari a circa la metà di quello speso per il suo precedente lavoro in quanto ciò ha comportato una minore pretesa decisionale da parte della casa di produzione.

## Accoglienza

### Incassi
Il film ha incassato circa 157,8 milioni di dollari al botteghino.

### Critica
Secondo l'aggregatore di recensioni Rotten Tomatoes, il film ha ottenuto un indice di gradimento dell'88% e un voto di 7,22 su 10 sulla base di 231 recensioni. Secondo Metacritic ha invece ottenuto un voto di 71 su 100 sulla base di 39 recensioni.

## Sequel
Fede Alvarez ha confermato che un sequel del film è in lavorazione. Il produttore Sam Raimi ha detto al riguardo: "Si tratta dell'idea più geniale congegnata per un sequel che io abbia mai letto. Credetemi, non sto scherzando“.
Il film è diretto da Rodo Sayagues ed è stato distribuito nelle sale cinematografiche statunitensi venerdì 13 agosto 2021, mentre in quelle italiane, inizialmente previsto il 12 agosto, è stato distribuito dall’11 novembre 2021.

## Riconoscimenti
- 2016 - Critics' Choice Awards
  - Candidatura per miglior film di fantascienza/horror

- 2016 - St. Louis Film Critics Association Awards
  - Candidatura per miglior film horror/fantascienza

- 2017 - Empire Awards
  - Candidatura per miglior film horror

- 2017 - Fangoria Chainsaw Awards
  - Miglior attore a Stephen Lang
  - Candidatura per il miglior film

- 2017 - Saturn Award
  - Miglior film horror